# Bruno Kreisky
Bruno Kreisky (22. ledna 1911, Vídeň – 29. července 1990) byl rakouský právník a politik židovského původu. Byl ministrem zahraničí (1959–1966), předsedou Sociálně demokratické strany Rakouska (SPÖ) (1967–1983) a kancléřem (1970–1983).

## Biografie
Narodil se ve Vídni do židovské rodiny původem z jihomoravských Dolních Kounic a v patnácti letech vstoupil do mládežnické organizace SPÖ. Vystudoval práva na Vídeňské univerzitě a druhou světovou válku přežil ve švédském exilu.

## Politické působení
Po válce se vrátil do Rakouska a obnovil svou politickou kariéru. V roce 1953 byl jmenován podsekretářem v oddělení zahraničních věcí rakouského kancelářství a v této pozici se podílel na vyjednávání rakouské státní smlouvy z roku 1955, která ukončila okupaci Rakouska čtyřmi mocnostmi (SSSR, USA, GB, Francie) a obnovila nezávislost a neutralitu Rakouska. V roce 1970 se stal prvním kancléřem židovského původu v historii Rakouska. Jako ministr zahraničí i jako kancléř se snažil hrát úlohu zprostředkovatele mezi Izraelem a arabskými vůdci, jako byl Jásir Arafat, Anvar as-Sádát či Muammar Kaddáfí. Jakožto velký odpůrce sionismu a hlasitý kritik Izraele však narazil na nedůvěru tohoto státu a příliš ve svém snažení neuspěl. Jeho důvěryhodnost v očí Izraelců také velice poškodil skandál, který se rozpoutal okolo některých členů jeho vlády, kteří se za druhé světové války zapletli s nacismem. Ten nakonec vyústil v ostrý střet mezi Kreiskym a „lovcem nacistů“ Simonem Wiesenthalem.